# Ellen Muth
Ellen Anna Muth (* 6. März 1981 in Milford, Connecticut) ist eine US-amerikanische Schauspielerin.

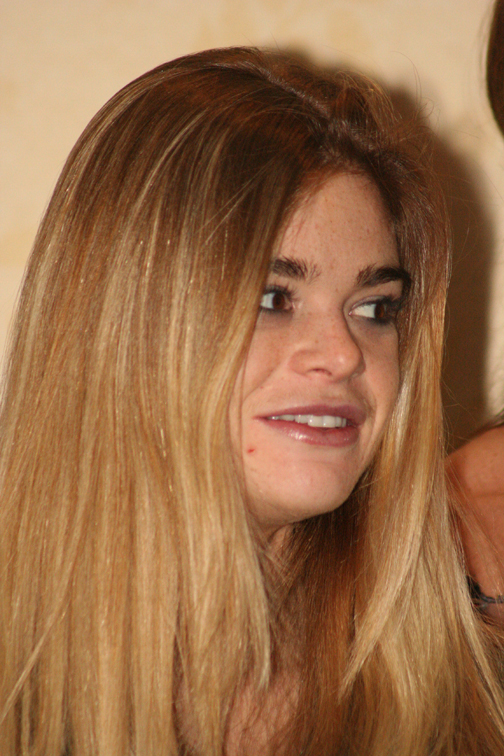
Ellen Muth im Jahr 2007

## Leben
Nach ersten kleinen Erfolgen als Model mit zwölf begann Ellen Muth mit vierzehn eine Ausbildung zur Schauspielerin am NYC Lee Strasberg Theatre Institute.
Erste Angebote als Serienschauspielerin verhinderten nicht, dass sie ihre Schulausbildung abschloss. Sie ist Mitglied der Hochbegabtenvereinigung Intertel.
Die größte Bekanntheit erreichte sie mit ihrer Rolle der Georgia „George“ Lass in der Serie Dead Like Me.

## Filmografie
- 1995: Dolores (Dolores Claiborne)
- 1997: Law & Order (Fernsehserie, eine Folge)
- 1998: Nur Liebe hält ewig (Only Love, Fernsehfilm)
- 1999: The Young Girl and the Monsoon
- 2000: The Beat (Fernsehserie, eine Folge)
- 2000: Law & Order: Special Victims Unit (Fernsehserie, eine Folge)
- 2000: Normal, Ohio (Fernsehserie)
- 2000: Cora Unashamed (Fernsehfilm)
- 2000: The Truth About Jane (Fernsehfilm)
- 2001: Rain
- 2002: A Gentleman's Game
- 2002: Two Against Time (Fernsehfilm)
- 2002: Firefighter – Inferno in Oregon (Superfire, Fernsehfilm)
- 2003–2004: Dead Like Me – So gut wie tot (Dead Like Me, Fernsehserie, 29 Folgen)
- 2007: Tofu the Vegan Zombie in Zombie Dearest (Kurzfilm)
- 2008: Jack N Jill (Kurzfilm)
- 2009: So gut wie tot – Dead Like Me: Der Film (Dead Like Me: Life After Death)
- 2011: Rose and Violet (Kurzfilm)
- 2012: Margarine Wars
- 2012: Rudyard Kipling's Mark of the Beast
- 2013: Hannibal (Fernsehserie, zwei Folgen)

## Auszeichnungen und Nominierungen
- 1995: Best Supporting Actress Award für ihre Darstellung in Dolores Claiborne
- 1999: Best Actress Award für ihre Darstellung in The Young Girl and the Monsoon
- 2003: Nominierung für einen Satellite Award für ihre Darstellung in der Fernsehserie Dead Like Me
- 2004: Nominierung für einen Saturn Award für ihre Darstellung in der Fernsehserie Dead Like Me